# 1384
- Wikisource

| Calendário gregoriano                                                        | 1384 MCCCLXXXIV                                      |
| Ab urbe condita                                                              | 2137                                                 |
| Calendário arménio                                                           | 833 – 834                                            |
| Calendário bahá'í                                                            | -460 – -459                                          |
| Calendário budista                                                           | 1928                                                 |
| Calendário chinês                                                            | 4080 – 4081 Início a 23 de janeiro (aproximadamente) |
| Calendário copta                                                             | 1100 – 1101                                          |
| Calendário etíope                                                            | 1376 – 1377                                          |
| Calendários hindus - Vikram Samvat - Calendário nacional indiano - Cáli Iuga | 1439 – 1440 1305 – 1306 4484 – 4485                  |
| Calendário Holoceno                                                          | 11384                                                |
| Calendário islâmico                                                          | 786 – 787                                            |
| Calendário judaico                                                           | 5144 – 5145                                          |
| Calendário persa                                                             | 762 – 763                                            |
| Calendário rúnico                                                            | 1634                                                 |
| Calendário solar tailandês                                                   | 1927                                                 |

1384 (MCCCLXXXIV, na numeração romana) foi um ano bissexto do século XIV do Calendário Juliano, da Era de Cristo, e as suas letras dominicais foram  C e B (52 semanas), teve início a uma sexta-feira e terminou a um sábado.
| Ano completo                          |
| ------------------------------------- |
| Ano bissexto com início à sexta-feira |

## Eventos
- João de Gante é acusado de traição. Insatisfação geral na Inglaterra. As guerras de Eduardo, o Príncipe Negro, e a extravagância da corte de Ricardo II, tornam a carga tributária opressiva,  e as pregações de Wycliffe geram demanda por reforna na Igreja. Os escoceses, ajudados pelos franceses, invadem a Inglaterra.[1]
- Fundada a Fishmongers' Company  em Londres.[1]
- Filipe, o Audaz, duque da Borgonha, herda o condado de Flandres.[1]
- Tamerlão invade a Pérsia.[1]

## Mortes
- 31 de dezembro - Wycliffe, em Lutterworth.[1]